# Jebel Ali

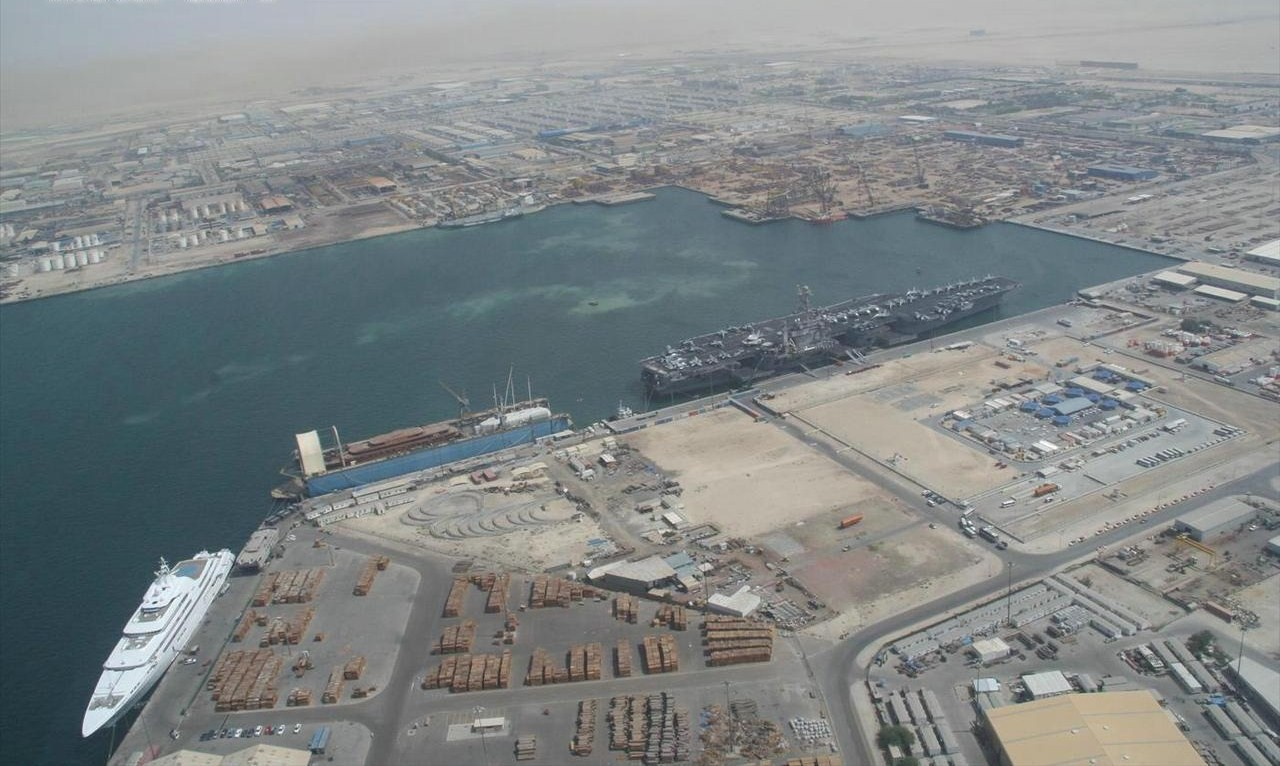
Jebel Ali med dess hamn

Jebel Ali (arabiska: جبل علي, Jabal Ali) (Svenska: Berget Ali) är en hamnstad i emiratet Dubai, Förenade Arabemiraten som ligger cirka 35 kilometer sydväst om staden Dubais centrum. På grund av den snabba utbyggnaden i emiratet under 2000-talet är Jebel ali i stort sett sammanbyggt med Dubai stad. Jebel Ali är främst känd för sin hamn, Jebel Ali hamn som drivs av DP World och är den största hamnen i Mellanöstern samt en av världens 10 största containerhamnar.
I Jebel Ali ligger även Jebel Ali Free Zone (JAFZA), en ekonomisk frizonen som etablerades 1985. JAFZA är ett industriområde som omgärdar hamnen och som erbjuder speciella förmåner för internationella företag, bland annat, 15-årig skattebefrielse, ingen personlig inkomstskatt samt inga import eller exportavgifter. 
Den nya internationella flygplatsen, Al Maktoum International Airport, ligger cirka 10 kilometer från hamnområdet och kusten. Flygplatsen öppnade för fraktflyg den 27 juni 2010 och för passagerarflyg 28 feb 2011. Den beräknas bli den största flygplatsen i världen när den är fullt utbyggd 2013, störst i volymen fraktgods samt med 5 miljoner passagerare per år.